# Olga Chernysheva
Olga Chernysheva (née en 1962 à Moscou) est une artiste vidéaste et photographe russe.

## Biographie
Elle entame sa carrière à la fin des années 1980 et peut donc témoigner de l’effondrement de l’Union des républiques socialistes soviétiques et de l’évolution de la société russe.
Elle étudie à l’Institut national de la cinématographie dont elle est diplômée en 1986, et complète sa formation à l’Académie royale des beaux-arts d'Amsterdam en 1995-1996.
Chernysheva s’exprime dans plusieurs domaines des arts visuels, notamment peintures et photographies.

## Œuvres
Ses œuvres sont présentes dans les collections du Museum of Modern Art de New York, de la Fondation Louis-Vuitton de Paris, du Victoria & Albert Museum de Londres, entre autres.

## Distinctions
- 2022 : prix de la Fondation d’art contemporain Daniel et Florence Guerlain[5]